# لورانس سميث (موزع)
لورانس سميث (بالإنجليزية: Lawrence Leighton Smith)‏ (و. 1936 – 2013 م) هو موزع (موسيقى)، وعازف بيانو أمريكي، ولد في بورتلاند، أوريغون، يستخدم آلات بيانو، توفي في كولورادو سبرينغس، كولورادو، عن عمر يناهز 77 عاماً.

## التعليم
تعلم في جامعة بورتلاند الحكومية، وتعلم في جامعة لويفيل، وتعلم في Mannes School of Music ‏
.

## جوائز
حصل على جوائز منها:

Ditson Conductor's Award ‏